# إيفرت هورن
إيفرت هورن (بالسويدية: Evert Horn af Kanckas)‏ هو قائد عسكري وكاتب سويدي، ولد في 11 يونيو 1585 في هابسالو في إستونيا، وتوفي في 30 يوليو 1615 في بسكوف في روسيا بسبب قتل في المعركة.